# Lista uczestników Vuelta a España 2010
Lista uczestników Vuelta a España 2010

## Drużyny
| #                               | Kolarz           | Poz.   |
| ------------------------------- | ---------------- | ------ |
| 1                               | Íñigo Cuesta     | 26.    |
| 2                               | Theo Bos         | DNF-17 |
| 3                               | Philip Deignan   | DNF-11 |
| 4                               | Stefan Denifl    | DNF-14 |
| 5                               | Xavier Florencio | 104.   |
| 6                               | Óscar Pujol      | 66.    |
| 7                               | Thor Hushovd     | DNS-17 |
| 8                               | Carlos Sastre    | 8.     |
| 9                               | Xavier Tondó     | 6.     |
| Dyrektor sportowy: Joop Alberda |                  |        |

| #                                 | Kolarz              | Poz.   |
| --------------------------------- | ------------------- | ------ |
| 11                                | Nicolas Roche       | 7.     |
| 12                                | José Luis Arrieta   | DNF-15 |
| 13                                | Guillaume Bonnafond | 58.    |
| 14                                | Hubert Dupont       | 55.    |
| 15                                | Sébastien Hinault   | 117.   |
| 16                                | Blel Kadri          | 82.    |
| 17                                | Rinaldo Nocentini   | 53.    |
| 18                                | Christophe Riblon   | 130.   |
| 19                                | Ludovic Turpin      | 23.    |
| Dyrektor sportowy: Vincent Lavenu |                     |        |

| #                                  | Kolarz                     | Poz. |
| ---------------------------------- | -------------------------- | ---- |
| 21                                 | José Ángel Gómez Marchante | 80.  |
| 22                                 | Jorge Montenegro           | 150. |
| 23                                 | Sergio Carrasco            | 93.  |
| 24                                 | Juan Javier Estrada        | 92.  |
| 25                                 | Javier Moreno              | 53.  |
| 26                                 | Manuel Ortega              | 123. |
| 27                                 | Antonio Piedra             | 105. |
| 28                                 | Javier Ramirez             | 91.  |
| 29                                 | José Vicente Toribio       | 129. |
| Dyrektor sportowy: Antonio Cabello |                            |      |

| #                               | Kolarz              | Poz. |
| ------------------------------- | ------------------- | ---- |
| 31                              | Sergiej Renew       | 99.  |
| 32                              | Asan Bazajew        | 83.  |
| 33                              | Allan Davis         | 76.  |
| 34                              | Aleksandr Djaczenko | 32.  |
| 35                              | Dimitrij Fofonow    | 57.  |
| 36                              | Enrico Gasparotto   | 68.  |
| 37                              | Walentin Iglinskij  | 153. |
| 38                              | Josep Jufré         | 24.  |
| 39                              | Andriej Zeits       | 103. |
| Dyrektor sportowy: Yvon Sanquer |                     |      |

| #                                       | Kolarz           | Poz.   |
| --------------------------------------- | ---------------- | ------ |
| 41                                      | Johann Tschopp   | 81.    |
| 42                                      | William Bonnet   | 111.   |
| 43                                      | Freddy Bichot    | DNF-9  |
| 44                                      | Vincent Jérôme   | 94.    |
| 45                                      | Alexandre Pichot | 121.   |
| 46                                      | Perrig Quemeneur | 100.   |
| 47                                      | Pierre Rolland   | DNF-9  |
| 48                                      | Matthieu Sprick  | 54.    |
| 49                                      | Nicolas Vogondy  | DNS-19 |
| Dyrektor sportowy: Jean-René Bernaudeau |                  |        |

| #                                | Kolarz              | Poz. |
| -------------------------------- | ------------------- | ---- |
| 51                               | David Arroyo        | 25.  |
| 52                               | Marzio Bruseghin    | 22.  |
| 53                               | Imanol Erviti       | 78.  |
| 54                               | José Vicente García | 115. |
| 55                               | David López         | 42.  |
| 56                               | Luis Pasamontes     | 47.  |
| 57                               | Rubén Plaza         | 16.  |
| 58                               | Luis León Sánchez   | 10.  |
| 59                               | Rigoberto Urán      | 33.  |
| Dyrektor sportowy: Eusebio Unzué |                     |      |

| #                             | Kolarz           | Poz.  |
| ----------------------------- | ---------------- | ----- |
| 61                            | Samuel Dumoulin  | 124.  |
| 62                            | Tony Gallopin    | 89.   |
| 63                            | Mickaël Buffaz   | DNF-2 |
| 64                            | Arnaud Labbe     | 154.  |
| 65                            | David Moncoutié  | 14.   |
| 66                            | Rémi Pauriol     | 73.   |
| 67                            | Nico Sijmens     | 96.   |
| 68                            | Sébastien Minard | 102.  |
| 69                            | Romain Zingle    | 87.   |
| Dyrektor sportowy: Eric Boyer |                  |       |

| #                                            | Kolarz          | Poz.   |
| -------------------------------------------- | --------------- | ------ |
| 71                                           | Igor Antón      | DNF-14 |
| 72                                           | Koldo Fernández | 141.   |
| 73                                           | Beñat Intxausti | DNF-15 |
| 74                                           | Egoi Martínez   | DNF-14 |
| 75                                           | Mikel Nieve     | 12.    |
| 76                                           | Juan José Oroz  | 56.    |
| 77                                           | Amets Txurruka  | 31.    |
| 78                                           | Pablo Urtasun   | 101.   |
| 79                                           | Gorka Verdugo   | 84.    |
| Dyrektor sportowy: Igor González de Galdeano |                 |        |

| #                                  | Kolarz                    | Poz.   |
| ---------------------------------- | ------------------------- | ------ |
| 81                                 | José Alberto Benítez      | 75.    |
| 82                                 | Manuel António Cardoso    | 128.   |
| 83                                 | Giampaolo Cheula          | 86.    |
| 84                                 | Arkaitz Durán             | HD-2   |
| 85                                 | David Gutiérrez Gutiérrez | 113.   |
| 86                                 | Enrique Mata              | 122.   |
| 87                                 | Martin Pedersen           | 131.   |
| 88                                 | Johnnie Walker            | 147.   |
| 89                                 | David Vitoria             | DNF-12 |
| Dyrektor sportowy: Mauro Giannetti |                           |        |

| #                              | Kolarz              | Poz.   |
| ------------------------------ | ------------------- | ------ |
| 91                             | Christophe Le Mével | 15.    |
| 92                             | Rémy Di Grégorio    | 21.    |
| 93                             | Pierre Cazaux       | 110.   |
| 94                             | Sébastien Chavanel  | 139.   |
| 95                             | Mickaël Cherel      | 62.    |
| 96                             | Jauhen Hutarowicz   | 135.   |
| 97                             | Gianni Meersman     | 98.    |
| 98                             | Yoann Offredo       | DNF-10 |
| 99                             | Arthur Vichot       | DNF-15 |
| Dyrektor sportowy: Marc Madiot |                     |        |

| #                                     | Kolarz                | Poz.   |
| ------------------------------------- | --------------------- | ------ |
| 101                                   | Tom Danielson         | 9.     |
| 102                                   | Julian Dean           | DNS-13 |
| 103                                   | Tyler Farrar          | 142.   |
| 104                                   | Michel Kreder         | 152.   |
| 105                                   | David Millar          | 109.   |
| 106                                   | Thomas Peterson       | 27.    |
| 107                                   | Christian Vande Velde | 59.    |
| 108                                   | Matthew Wilson        | 143.   |
| 109                                   | David Zabriskie       | DNS-18 |
| Dyrektor sportowy: Jonathan Vaughters |                       |        |

| #                                   | Kolarz              | Poz.  |
| ----------------------------------- | ------------------- | ----- |
| 111                                 | Alessandro Petacchi | DNF-9 |
| 112                                 | Grega Bole          | 97.   |
| 113                                 | Danilo Hondo        | 108.  |
| 114                                 | Andriej Kaszeczkin  | 18.   |
| 115                                 | Angelo Furlan       | 136.  |
| 116                                 | Marco Marzano       | 40.   |
| 117                                 | Manuele Mori        | 90.   |
| 118                                 | Daniele Pietropolli | 61.   |
| 119                                 | Daniele Righi       | 112.  |
| Dyrektor sportowy: Giuseppe Saronni |                     |       |

| #                                 | Kolarz           | Poz. |
| --------------------------------- | ---------------- | ---- |
| 121                               | Daniele Bennati  | 85.  |
| 122                               | Mauro Finetto    | 79.  |
| 123                               | Jacopo Guarnieri | 149. |
| 124                               | Maciej Paterski  | 77.  |
| 125                               | Roman Kreuziger  | 28.  |
| 126                               | Vincenzo Nibali  | 1.   |
| 127                               | Oliver Zaugg     | 51.  |
| 128                               | Ivan Santaromita | 65.  |
| 129                               | Frederik Willems | 88.  |
| Dyrektor sportowy: Roberto Amadio |                  |      |

| #                                | Kolarz                 | Poz.   |
| -------------------------------- | ---------------------- | ------ |
| 131                              | Jan Bakelants          | 19.    |
| 132                              | Jurgen Van Goolen      | 34.    |
| 133                              | Mickaël Delage         | DNF-9  |
| 134                              | Philippe Gilbert       | 50.    |
| 135                              | Leif Hoste             | 118.   |
| 136                              | Olivier Kaisen         | 125.   |
| 137                              | Jean-Christophe Péraud | 39.    |
| 138                              | Greg Van Avermaet      | 49.    |
| 139                              | Jelle Vanendert        | DNF-15 |
| Dyrektor sportowy: Marc Sergeant |                        |        |

| #                                   | Kolarz             | Poz.  |
| ----------------------------------- | ------------------ | ----- |
| 141                                 | Carlos Barredo     | 43.   |
| 142                                 | Dario Cataldo      | 71.   |
| 143                                 | Kevin De Weert     | 64.   |
| 144                                 | Nikolas Maes       | 132.  |
| 145                                 | Davide Malacarne   | 126.  |
| 146                                 | Branislau Samojlau | DNF-8 |
| 147                                 | Andreas Stauff     | 145.  |
| 148                                 | Matteo Tosatto     | 67.   |
| 149                                 | Wouter Weylandt    | 146.  |
| Dyrektor sportowy: Patrick Lefevere |                    |       |

| #                                | Kolarz              | Poz.   |
| -------------------------------- | ------------------- | ------ |
| 151                              | Mauricio Ardila     | 120.   |
| 152                              | Óscar Freire        | DNS-15 |
| 153                              | Juan Manuel Gárate  | 46.    |
| 154                              | Dmitrij Kozonczuk   | 134.   |
| 155                              | Sebastian Langeveld | 116.   |
| 156                              | Grischa Niermann    | 72.    |
| 157                              | Denis Mienszow      | 41.    |
| 158                              | Laurens ten Dam     | DNS-16 |
| 159                              | Nick Nuyens         | 127.   |
| Dyrektor sportowy: Erik Breukink |                     |        |

| #                                  | Kolarz               | Poz.  |
| ---------------------------------- | -------------------- | ----- |
| 161                                | Thomas Lövkvist      | DNS-8 |
| 162                                | John-Lee Augustyn    | DNF-3 |
| 163                                | Kjell Carlström      | DNS-8 |
| 164                                | Juan Antonio Flecha  | DNF-7 |
| 165                                | Simon Gerrans        | DNS-8 |
| 166                                | Peter Kennaugh       | DNS-8 |
| 167                                | Lars Petter Nordhaug | DNS-8 |
| 168                                | Ian Stannard         | DNS-8 |
| 169                                | Ben Swift            | DNF-3 |
| Dyrektor sportowy: Dave Brailsford |                      |       |

| #                                | Kolarz             | Poz.   |
| -------------------------------- | ------------------ | ------ |
| 171                              | Lars Bak           | 156.   |
| 172                              | Mark Cavendish     | 144.   |
| 173                              | Bernhard Eisel     | DNF-4  |
| 174                              | Matthew Goss       | 138.   |
| 175                              | Hayden Roulston    | DNF-13 |
| 176                              | Kanstancin Siucou  | 38.    |
| 177                              | Tejay van Garderen | 35.    |
| 178                              | Martin Velits      | 106.   |
| 179                              | Peter Velits       | 3.     |
| Dyrektor sportowy: Bob Stapleton |                    |        |

| #                                | Kolarz              | Poz.   |
| -------------------------------- | ------------------- | ------ |
| 181                              | Joaquim Rodríguez   | 4.     |
| 182                              | Giampaolo Caruso    | 36.    |
| 183                              | Dienis Galimzianow  | DNS-14 |
| 184                              | Władimir Gusiew     | 17.    |
| 185                              | Joan Horrach        | 74.    |
| 186                              | Władimir Karpiec    | 13.    |
| 187                              | Aleksandr Kołobniew | 29.    |
| 188                              | Michaił Ignatjew    | 148.   |
| 189                              | Filippo Pozzato     | DNF-20 |
| Dyrektor sportowy: Andrei Tchmil |                     |        |

| #                                   | Kolarz              | Poz.   |
| ----------------------------------- | ------------------- | ------ |
| 191                                 | Robert Förster      | 137.   |
| 192                                 | Markus Fothen       | DNS-11 |
| 193                                 | Markus Eichler      | 114.   |
| 194                                 | Dominik Roels       | 119.   |
| 195                                 | Johannes Fröhlinger | 37.    |
| 196                                 | Björn Schröder      | 107.   |
| 197                                 | Roy Sentjens        | DNS-12 |
| 198                                 | Niki Terpstra       | 95.    |
| 199                                 | Paul Voss           | 70.    |
| Dyrektor sportowy: Gerry van Gerwen |                     |        |

| #                              | Kolarz              | Poz.   |
| ------------------------------ | ------------------- | ------ |
| 201                            | Anders Lund         | 48.    |
| 202                            | Fabian Cancellara   | DNF-19 |
| 203                            | Kasper Klostergaard | 140.   |
| 204                            | Juan José Haedo     | 151.   |
| 205                            | Dominic Klemme      | 155.   |
| 206                            | Gustav Larsson      | 20.    |
| 207                            | Stuart O’Grady      | DNS-10 |
| 208                            | Andy Schleck        | DNS-10 |
| 209                            | Fränk Schleck       | 5.     |
| Dyrektor sportowy: Bjarne Riis |                     |        |

| #                              | Kolarz            | Poz. |
| ------------------------------ | ----------------- | ---- |
| 211                            | Ezequiel Mosquera | 2.   |
| 212                            | Gustavo César     | 45.  |
| 213                            | Delio Fernández   | 60.  |
| 214                            | David García      | 11.  |
| 215                            | Marcos Garcia     | 44.  |
| 216                            | Władimir Isajczew | 133. |
| 217                            | Serafín Martínez  | 63.  |
| 218                            | Gonzalo Rabuñal   | 30.  |
| 219                            | Gustavo Rodríguez | 69.  |
| Dyrektor sportowy: Álvaro Pino |                   |      |